# Rose Whelan Sedgewick
Rose Whelan Sedgewick (6 de junho de 1903 – 7 de junho de 2000) foi uma matemática estadunidense. Foi a primeira pessoa a obter um PhD em matemática na Universidade Brown, em 1929. Sua carreira subsequente em matemática inclui professora assistente na Universidade de Rochester, Universidade de Connecticut, Hillyer College e Universidade de Maryland.
Em seu nome existe a Rose Whelan Society na Universidade Brown, uma organização de mulheres estudantes de graduação e pós-doutorandos em matemática. Era casada com o colega matemático Charles H.W. Sedgewick e tinha quatro filhos. Morreu em 7 de junho de 2000 aos 96 anos de idade.

## Professional honors
- Mathematical Association of America
- American Mathematical Society
- Phi Beta Kappa